# 古巴网络审查
古巴網路審查的範圍非常廣泛，該國也是全世界網際網路管制嚴厲的國家之一。在古巴，使用網際網路必須得到特別許可，且所有電子郵件都會受到複雜的監控。2015年古巴政府開放公共Wi-fi熱點之前，個人家庭擁有網際網路是非法的，人們需要借助政府開設的網咖上網。
古巴從2006年開設就被無國界記者列為「網際網路敵人」之一。但在開放網路促進會的相關列表中未被歸類，理由是缺乏數據。

## 背景

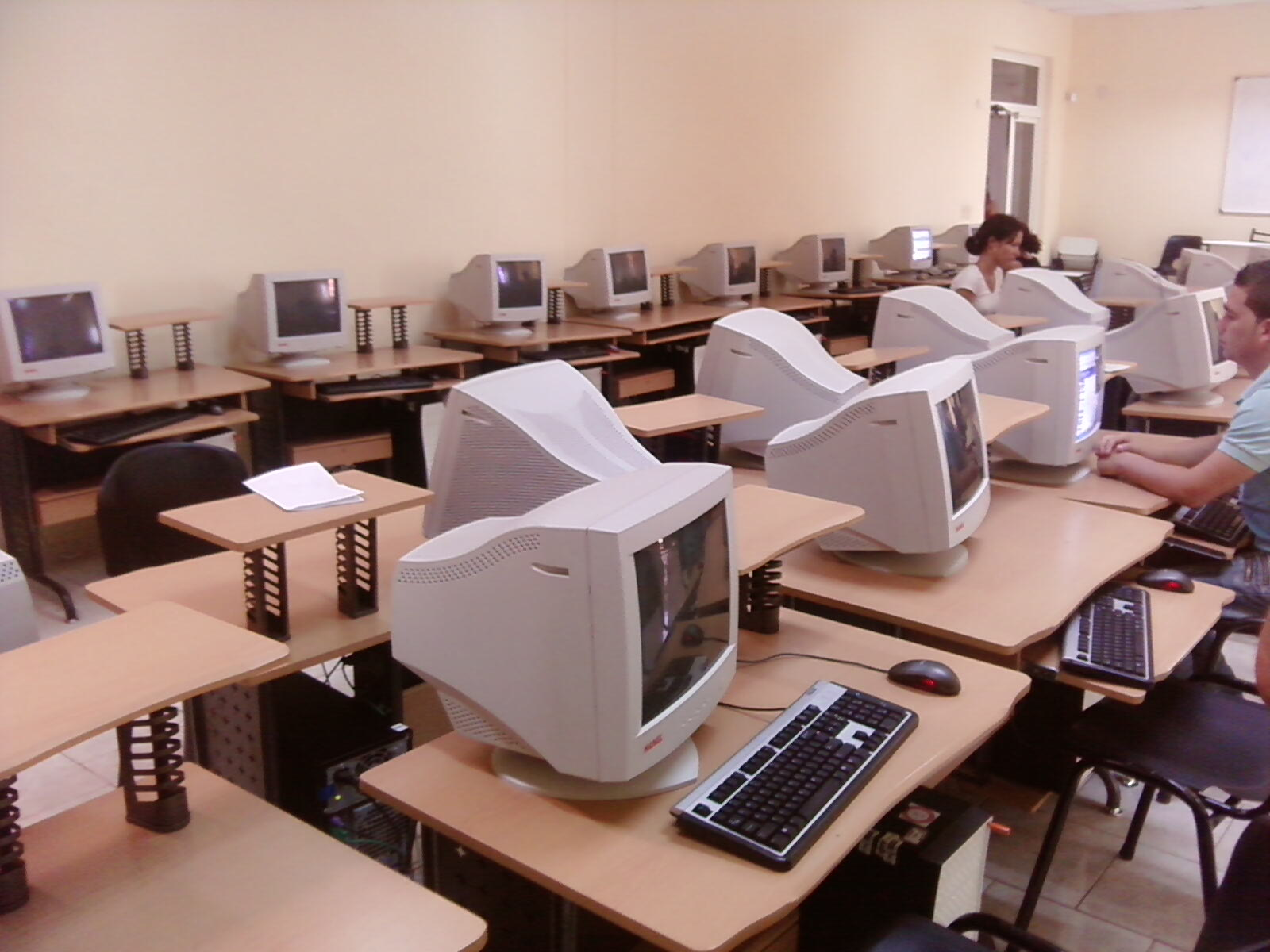
哈瓦那信息技術大學電腦實驗室是古巴主要的電腦中心之一

在古巴的網咖，人們可以通過兩種形式訪問網路，其中一種是政府運作的內部網路，另一種是國際網際網路，並且一般情況下人們只能使用前者。在2011年，存取國內網路平均每小時需要花費1.5美元，存取國際網路平均每小時需要花費4.5美元，而人們每月平均薪水只有20美元，而且一般人被限制在國內網路中。存取網路之前需要提供自己的姓名和聯繫地址。如果有人在電腦上書寫表達不同政見的內容，那麼系統會提示檔案因「國家安全原因」而無法存取，並且文字處理軟體或瀏覽器會自動關閉。另外，允許當地人使用自己電腦的外國人會受到騷擾和迫害。
所有公開發布到到網際網路的材料都必須先經過出版主管部門的批准。服務供應商可能不會允許未經許可的機構發布內容。一份報告發現很多國外新聞媒體網站並未被古巴封鎖，但過慢的網速和過時的技術使得普通人幾乎不可能載入這些網站。政府更依賴於通過高昂的上網成本和速度緩慢的通訊設施來限制網際網路存取，而不是通過複雜的審查系統。
該報告還指出古巴政府通過Avila Link軟體來實施網路監控，並且把路由設定到一個代理伺服器之上，這樣政府就能獲得使用者的使用者名稱與密碼。
古巴大使Miguel Ramirez曾表示古巴政府有權規範網際網路的使用，阻止網路攻擊、竊取密碼等駭客行為，並限制人們存取色情、邪教、恐怖主義等有害網站。
因為頻寬有限，當局會優先考慮那些集體使用網際網路的地方，例如工作場所、學校和研究中心等共用電腦或網路的地方。古巴曾宣佈2008年有國內有160萬即20%的人能夠存取網際網路，並且有63萬能夠存取網路的電腦，比去年增長了23%。不過這也說明了網路對於古巴經濟發展的重要性。
記者無國界組織懷疑古巴引入了部分來自中華人民共和國的網路監視技術。中國曾向辛巴威和白俄羅斯等國家提供監控技術，然而古巴並未像中國網路審查一樣實行關鍵詞審查。
古巴心理醫生、獨立記者與政治異見者吉列尔莫·法里尼亚斯曾因抗議古巴網路審查而進行了長達七個月的絕食活動。因為健康原因，絕食於2006年秋季結束。他表示自己已經準備好殊死一戰。
不過古巴的網路審查已經有所放鬆。例如2007年公共機構成員已經可以合法地購買電腦。另外，數位媒體開始發揮越來越重要的作用。人們通過數位媒體將古巴的新聞散佈到世界各地。古巴人不顧限制，在大使館、網咖等地，或者通過在大學、賓館和工作場所的朋友來連入網際網路。另外電話的作用也在增加。從2013年6月4日開始，古巴人可以通過國內ETECSA公司提供的服務連入網際網路。該公司在全國設有118個服務中心。访问互联网的费用是一小时4.5CUC（内部网为每小时0.60CUC，电子邮件服务是每小时1.50CUC），但是对于平均每月收入20美元的古巴人来说仍然有点昂贵。
與美国国际开发署有工作聯繫的Alan Phillip Gross與2009年12月3日於古巴被捕，判決於2011年3月12日進行。他被定罪的原因是在古巴散發筆記型電腦和手機以從事破壞活動。
數位媒介在古巴的興起逐漸引發了古巴政府對這些工具的擔憂。2010年10月維基解密公開的美國外交電報指出：美國外交官認為與「傳統」的異見人士相比，古巴政府更懼怕博主。從2009年開始，隨著「反政府」部落格平台數量增加，古巴政府開始提高自己在部落格平台的存在度。

## 突破審查
為了擺脫政府對網路的控制，人們已經開發出多種技術。除了通過在咖啡廳上網，人們還通過黑市購買網路存取帳戶。黑市由專家或擁有網際網路存取權限的前政府官員組成。這些人將自己的使用者名稱和密碼販賣或租借給想要存取網際網路的人。
部落格主和其他在存取網路方面遇到困難的異見者會可能會借助USB隨身碟發布內容。有些人先在自己的電腦上面撰寫內容，並把內容儲存到隨身碟中，然後把隨身碟交給一個更容易上網的人，由他们來發布內容。隨身碟還用於傳播已經在網路上下載或從政府部門偷竊而來的材料，例如文章、被禁止的照片、諷刺畫或影片片段等。另外一些人則先手寫內容，然後交給準備出國的人，由他們來完成發布工作。
有些部落格主（例如雅尼·桑切斯）會借助行動電話來傳送推文。有人會在自己的行動電話中插入外國的SIM卡，然後通過電話存取網際網路。有些人則偷偷架設自己的天線，以非法的撥號連線存取國外的部落格平臺並在上面發表文章。